# Schoorlse Duinen
De Schoorlse Duinen zijn een duingebied gelegen ten westen van Schoorl in Noord-Holland. Het zijn de hoogste (55,4 meter) en breedste (5 kilometer) duinen van Nederland.
In het noorden grenst het natuurgebied aan de Hondsbossche zeewering (tegenwoordig de Hondsbossche duinen), in het zuiden aan het Noordhollands Duinreservaat en in het westen aan de Noordzee. Aan de oostzijde van het gebied liggen de plaatsen Groet, Catrijp, Bregtdorp, Schoorl en Aagtdorp. Het duingebied wordt beheerd door Staatsbosbeheer. Omstreeks 1900 had het zand nog vrij spel, totdat Staatsbosbeheer begon met aanplanting. Nu vindt men er heide, naald- en loofbossen. Het gebied wordt doorsneden door wandel- en fietspaden. Enkele langeafstandwandelpaden - het Nederlands kustpad en het Groot-Frieslandpad - doorkruisen het gebied. Het bekendste duin is het Klimduin, dat 51 meter hoog is en direct in het dorp Schoorl uitkomt.
In 1997 is in de duinenrij langs de Noordzee een inham gegraven - De Kerf - waar de zee weer vrij spel heeft gekregen doordat het water bij springtij en stormen weer landinwaarts kan stromen. In dit gebied is een afwisselend natuurgebied ontstaan met kenmerkende flora en fauna voor zoutwatergebieden, zoals bijvoorbeeld zeekraal.

## Weerrecord
In augustus 2022 werd in de Schoorlse Duinen een officieus temperatuurrecord gemeten. In de ochtend van 7 augustus 2022 daalde de temperatuur op 10 cm hoogte tot −0,5 °C. Het was de allereerste (bevestigde) keer dat het tijdens de hondsdagen in Nederland vroor. Het vorige laagterecord tijdens de hondsdagen was op 10 augustus 2016 in Twente, toen de temperatuur op 10 cm hoogte daalde naar precies 0,0 °C. Ook op 1,5 meter hoogte werd een record behaald met een temperatuur van 0,5 °C. Omdat de metingen niet op een KNMI-weerstation zijn gedaan, gelden deze records echter niet als officiële records. Wel toont het aan hoe koud het onder de ideale omstandigheden kan worden in de duinen.

## Trappen
De duinen beschikken over een groot trappen-netwerk, de bekendste trap is de 249 treden tellende trap naar de top van de Catrijper Nok. In 2021 was de toekomst van de nog onzeker. Echter is de trap zo populair onder hardlopers en wandelaars dat een crowdfunding binnen drie dagen de beoogde 38.000 euro opbracht.
De trap, die gelijk staat aan het beklimmen van 13 verdiepingen, wordt door verschillende (top-)atleten gebruikt. Recordhouder bij de mannen is Owen Westerhout met een tijd van 16,30, bij de dames staat het record van 20,20 op naam van Lisanne de Witte.

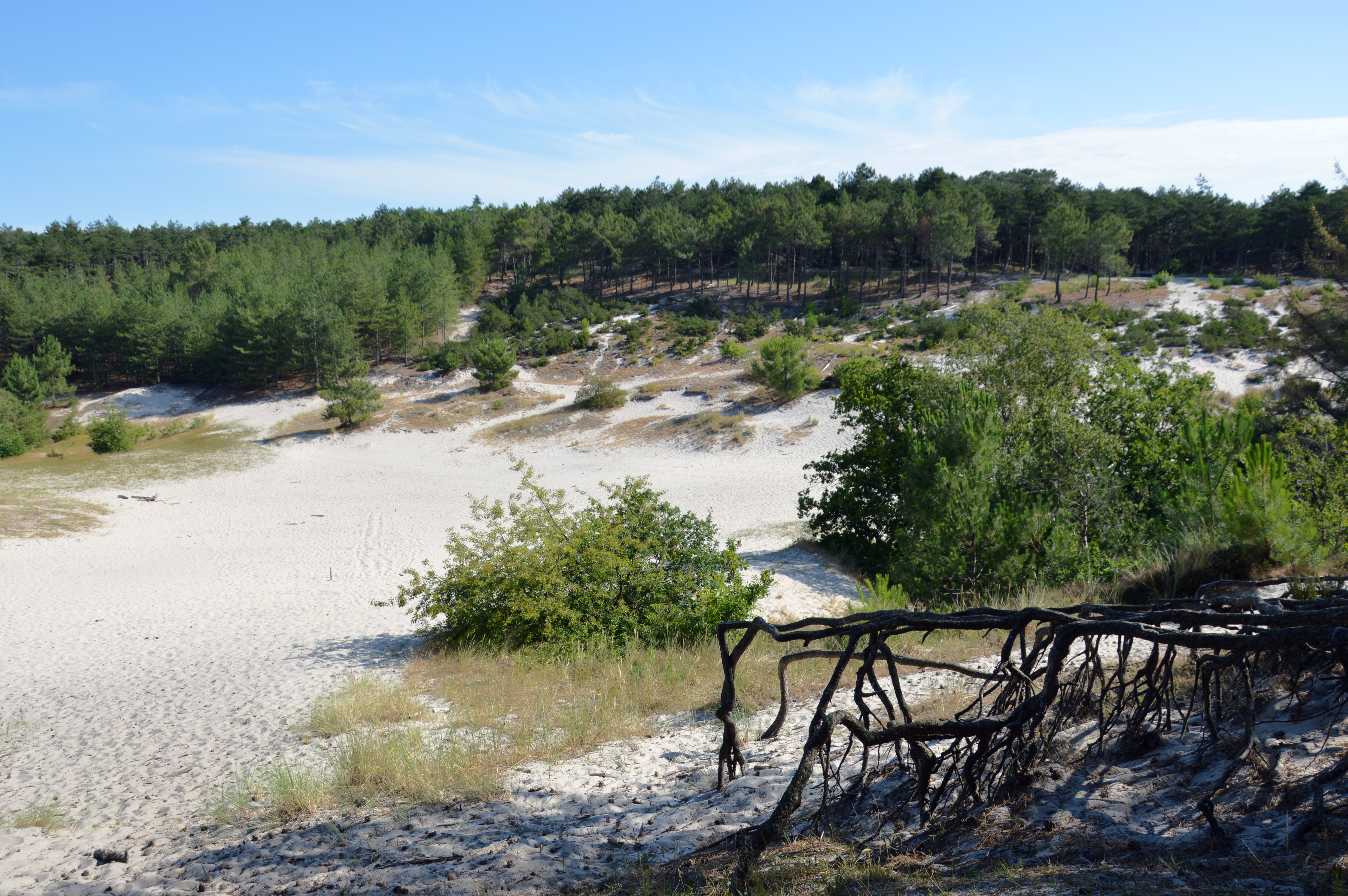
Duinen en naaldbos
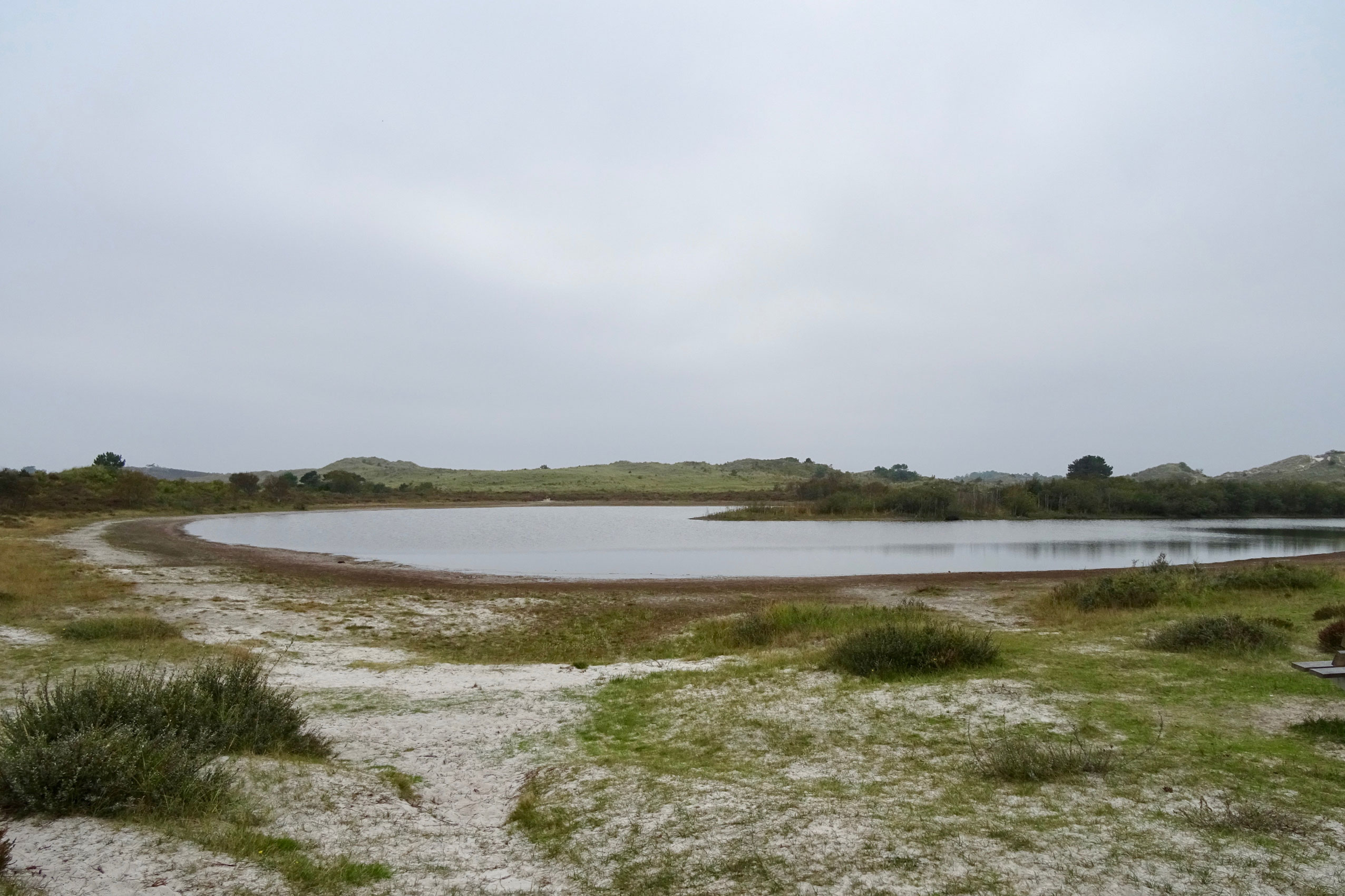
Vogelmeer
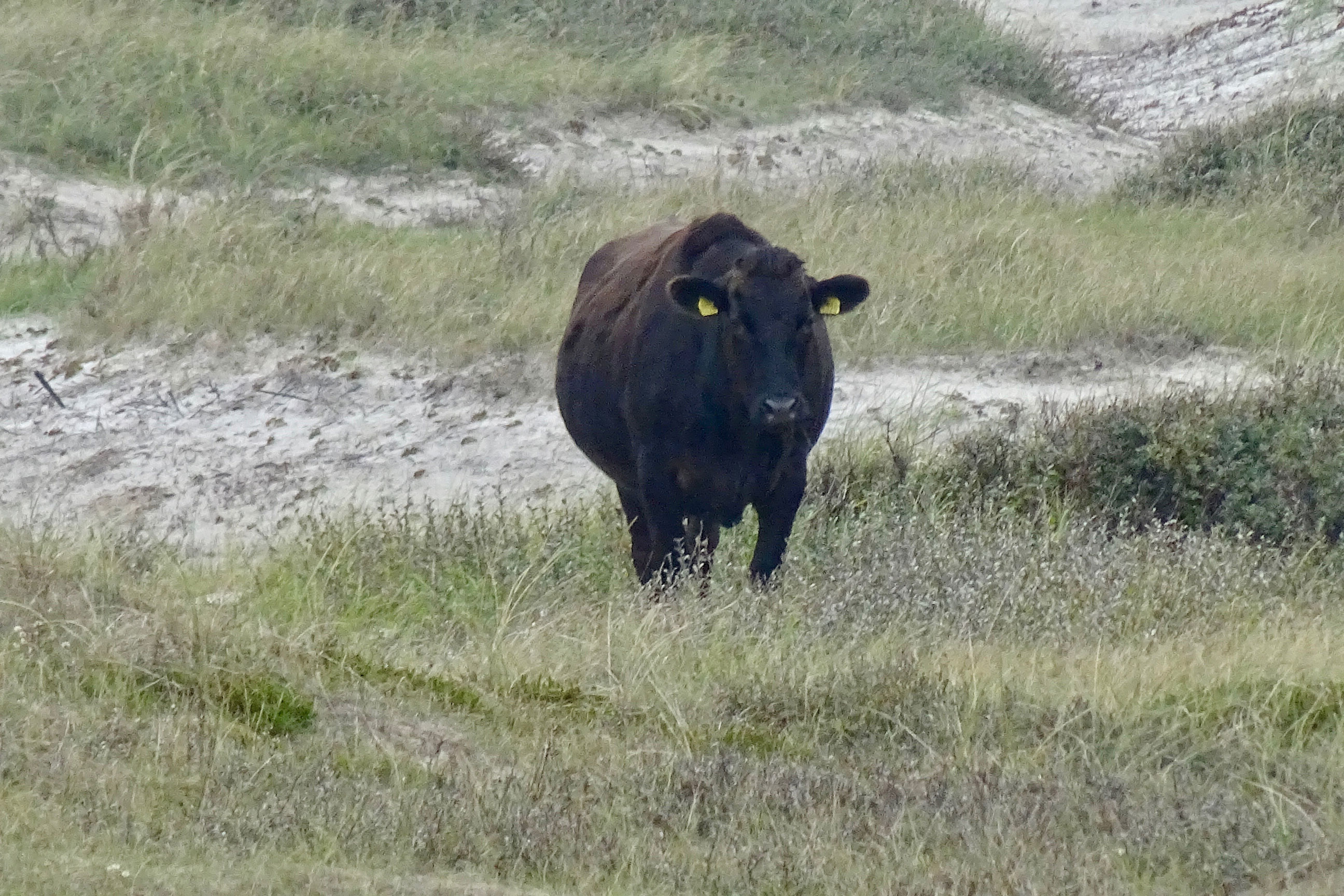
Grote grazer
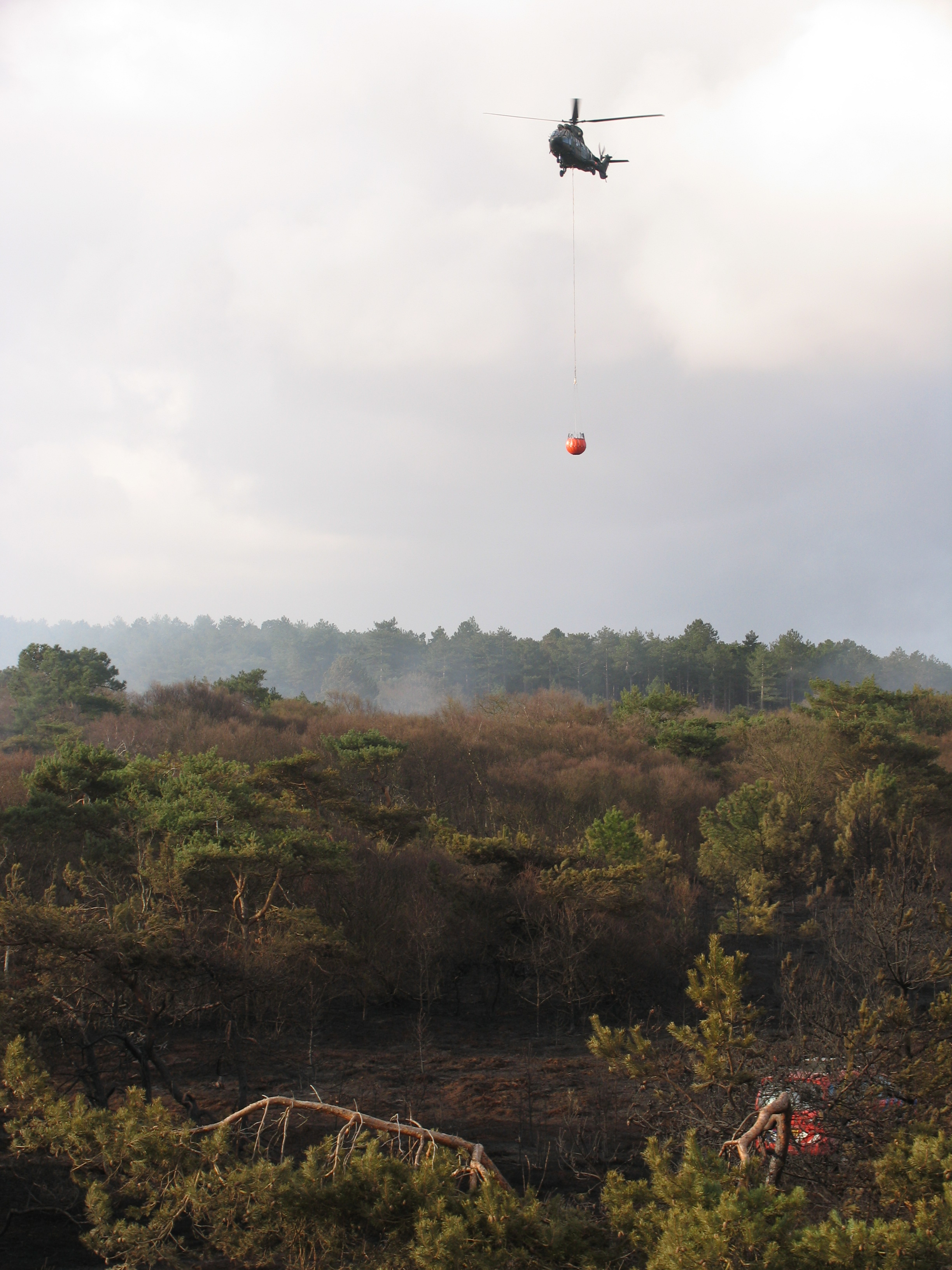
Een Cougarhelikopter is bezig met bluswerkzaamheden in de Schoorlse Duinen tijdens de duinbrand in april 2010